# Gospod profesor
Gospod profesor je slovenska komično-dramska nanizanka, ki je na voljo na platformi Voyo od 13. januarja 2022 dalje. Osnovna ideja serije je opozarjati in predstavljati težave in stiske mladih v vsakdanjem življenju z vidika različnih likov. Samo Demšar, ki ga vsi kličejo gospod profesor, je učitelj kemije, ki se potrudi rešiti vsak problem na za vse najboljši način.

## Epizode
| Sezona                             | Sezona | Št. delov | Začetek                            | Konec                              |
| ---------------------------------- | ------ | --------- | ---------------------------------- | ---------------------------------- |
|                                    | 1      | 10        | 13. januar 2022 (5 delov naenkrat) | 13. januar 2022 (5 delov naenkrat) |
| 8. februar 2022 (5 delov naenkrat) | 1      | 10        |                                    |                                    |
|                                    | 2      | 10        | 2. februar 2023                    | 30. marec 2023                     |

## Liki

#### Glavni
| Igralec/-ka           | Vloga                                         | Sezona |
| --------------------- | --------------------------------------------- | ------ |
| Jure Henigman         | Samo Demšar, profesor kemije in fizike. foter | 1, 2   |
| Tina Vrbnjak          | Klavdija Jaklič, nova mama                    | 1, 2   |
| Gojmir Lešnjak - Gojc | Vojko Nikolić, ravnatelj gimnazije            | 1, 2   |
| Saša Pavček           | Olga Bohorič, podravnateljica                 | 1      |
| Matija Vastl          | Jurij Ritonja, Klavdijin nekdanji partner     | 1      |
| Branko Jordan         | Igor Mahkovec, profesor matematike            | 1, 2   |
| Gašper Jarni          | Željko Rojc - Žele, profesor biologije        | 1, 2   |
| Damjana Černe         | tajnica                                       | 1, 2   |
| Karin Komljanec       | natakarica                                    | 1      |
| Maruša Majer          | Barbara Skaza, profesorica tujih jezikov      | 2      |

#### Dijaki
| Igralec/-ka     | Vloga  | Paradna epizoda |
| --------------- | ------ | --------------- |
| Lovro Žunić     | Rok    | E01             |
| Kaja Petrovič   | Tanja  | E02             |
| Tine Ugrin      | Tibor  | E03             |
| Maks Dakskobler | Tomi   | E04             |
| Leon Pučnik     | David  | E05             |
| Lea Čumurdžić   | Lili   | E06             |
| Klara Kuk       | Pia    | E06             |
| Vesna Ponorac   | Rebeka | E07             |
| Lina Akif       | Neža   | E08             |

#### Gostujoče vloge
| Igralec/-ka            | Vloga                       | Pojavitev |
| ---------------------- | --------------------------- | --------- |
| Maruša Oblak           | Rokova mama                 | E01       |
| Radoš Bolčina          | Rokov oče                   | E01       |
| Gorka Berden           | zdravnica                   | E01       |
| Ana Špik               | Rokova biološka mama        | E01       |
| Janja Majzelj          | socialna delavka            | E02       |
| Mojca Partljič         | psihiatrinja                | E02       |
| Mateja Pucko           | Tanjina mama                | E02       |
| Matej Zemljič          | Adam, dijak iz paralelke    | E03       |
| Lara Fortuna           | Lena, Tiborjeva sestra      | E03       |
| Bojan Cvjetićanin      | Luka, glasbenik lukovo mama | E04       |
| Aleksandra Balmazović  | Natalija, Lukova mama       | E04       |
| Nenad Tokalić          | Davidov oče                 | E05       |
| Nataša Barbara Gračner | Klavdijina mama             | E05       |
| Stane Tomazin          | Rado                        | E05       |
| Andraž Harauer         | Filip, nekdanji dijak       | E08       |
| Mak Tepšić             | Jan Kavčič                  | E09       |
| Pia Zemljič            | Silvija Kavčič, Janova mama | E09       |
| Uroš Fürst             | Matej Kavčič, Janov oče     | E09       |